# 洞昌院 (伊勢原市)
洞昌院（とうしょういん）は神奈川県伊勢原市上粕屋にある曹洞宗の寺院。
境内には、扇谷上杉家の家宰であった太田道灌の胴塚とされる宝篋印塔がある。

## 歴史
洞昌院は曹洞宗に属する寺で、「蟠龍山公所（ぐぞ）寺」という
。『新編相模国風土記稿』でも「公所」とはこのあたりの地名であると記載されている。この地名は、関東管領の上杉氏が政治を執り行ったところに由来するという。
本尊は釈迦如来で、津久井郡根小屋村（現在の相模原市緑区東南部）の功雲寺の末寺という。
開基は太田道灌で、江戸城築城の翌年のことである。開山は崇旭和尚（1548年（長禄2年）没）である。道灌は文武両道に優れていた上に信仰心が篤く、武州越生の龍穏寺の泰叟妙康について入道し、同じく龍穏寺の雲岡俊徳に心服していた。
後に道灌は山内上杉家と扇谷上杉家の内紛に巻き込まれ、1486年（文明18年）7月26日、55歳のときに暗殺された。道灌の最期については諸説があり、洞昌院の寺伝によれば糟屋館で襲撃を受けた後必死にこの寺院まで逃れてきて、この地で自決を遂げたという。
死後の道灌は洞昌院の裏山で荼毘に付され、ここに胴を、下糟屋の大慈寺に首を葬ったと伝わる。このときの洞昌院では傑山祖栄という僧侶が3世住職を務めていたが、その後は洞昌院の山門に扉をつけてはならないと言い伝えられている。
洞昌院には1591年（天正19年）と1642年(寛永19年）の2回、朱印状を発給された記録が残る。天正期の朱印は1629年（寛永6年）9月9日に出火によって焼失したため、1642年（寛永19年）9月24日に書替を支給されたという。
1870年（明治3年）の『相模国大住郡上糟谷村明細帳』という資料によれば、村内には宗源寺、金光寺、徳雲寺、極楽寺の4寺院が洞昌院の末寺として記録されている。かつては道灌所持の鏡が伝えられていたが、これは災害によって失われたという。
寺院の裏手には太田道灌の墓があり、これは1969年（昭和44年）2月27日、下糟屋の大慈寺にある墓と同時に伊勢原市の指定文化財となった。なお、洞昌院の道灌の墓西方およそ200メートルほどのところに道灌に殉じた従者たちを葬った「七つ塚」があった
。ただし、この塚は1つのみが現存している。

## 境内
太田道灌の墓
洞昌院の西側にあり、伊勢原市の文化財（史跡）に指定されている。
玉垣をめぐらした中に宝篋印塔がたっており、両脇には松の大木の主幹があり保存のため屋根がのせてある。この大木は周囲約5〜6メートルあり、折れた当時年輪を計測したら385あったことから逆算して道灌死後50年頃植えられたものといえる。
入口の石標には
「道灌居士当時葬此地而■曽知者少也野■■深■■勒石以示路傍人」
と刻まれている。
江戸時代に編纂された「寛永諸家系図伝」には「他糟屋庄秋山洞晶院の後山に葬る」と記載されている。
本堂
2001年（平成13年）の建立。現在の本堂に建て替えられる前の旧本堂は、大山の大工・明王太郎の作と伝えられ、1712年（正徳2年）の建立。桁行8間、梁間7.1間の瓦葺き寄棟造りであった。
石塔群
極楽寺跡から移設された石塔群がある。
道標
洞昌院の入り口に設置されている。元は池端字高根の辻にあったが現在の地に移された。「西 かなひ・いせはら道」「南 大いそ・やわた道」と記載されている。

## 文化財

### 伊勢原市指定文化財
- 太田道灌の墓（既述）

### その他
- 木造釈迦如来像：洞昌院本尊。江戸時代の作品で寄木造[14]。
- 普賢菩薩像、文殊菩薩像：本尊の脇侍。江戸時代の作品で寄木造[14][15]。
- 銅造地蔵菩薩坐像：洞昌院の廻り地蔵。1784年（天明4年）に造立[14]。

## 年中行事
太田道灌が主君の上杉定正の命を受けた曽我兵庫に討たれたとされる1486年（文明18年）7月26日にちなんで、毎年7月26日には太田道灌の子孫たちによって道灌忌が行われる。

## 参考画像

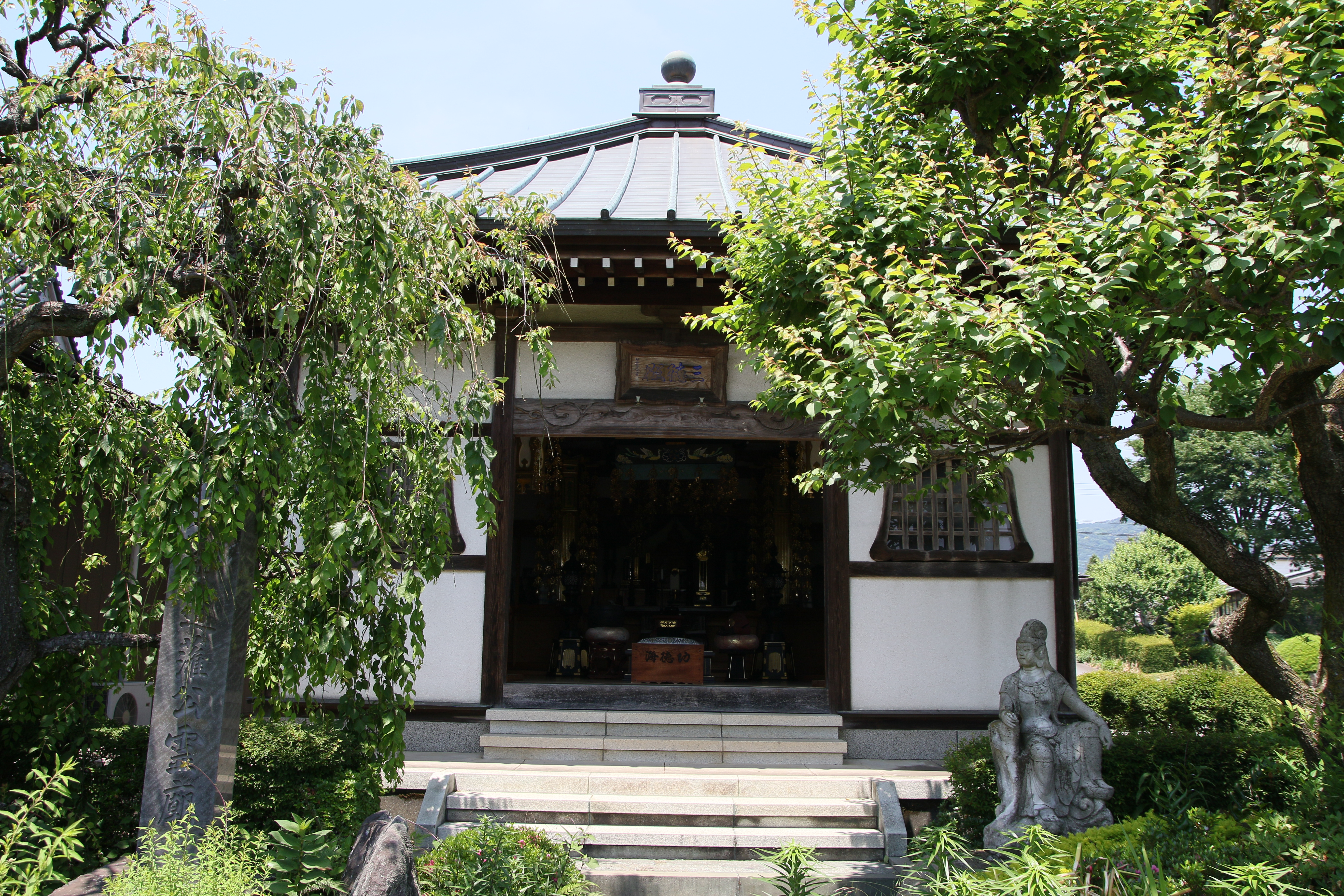
三徳殿（太田道灌霊廟）
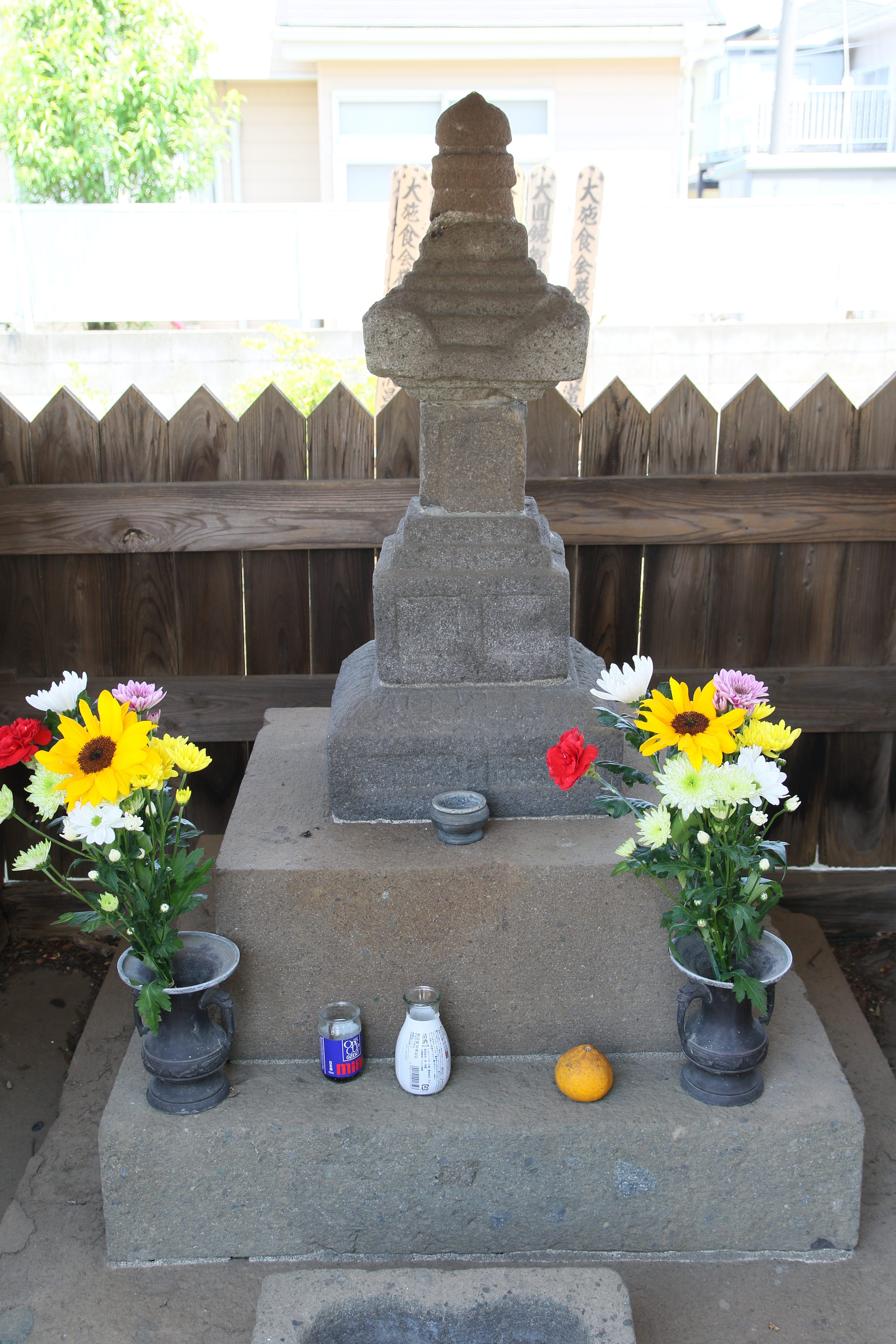
太田道灌の墓（胴塚）
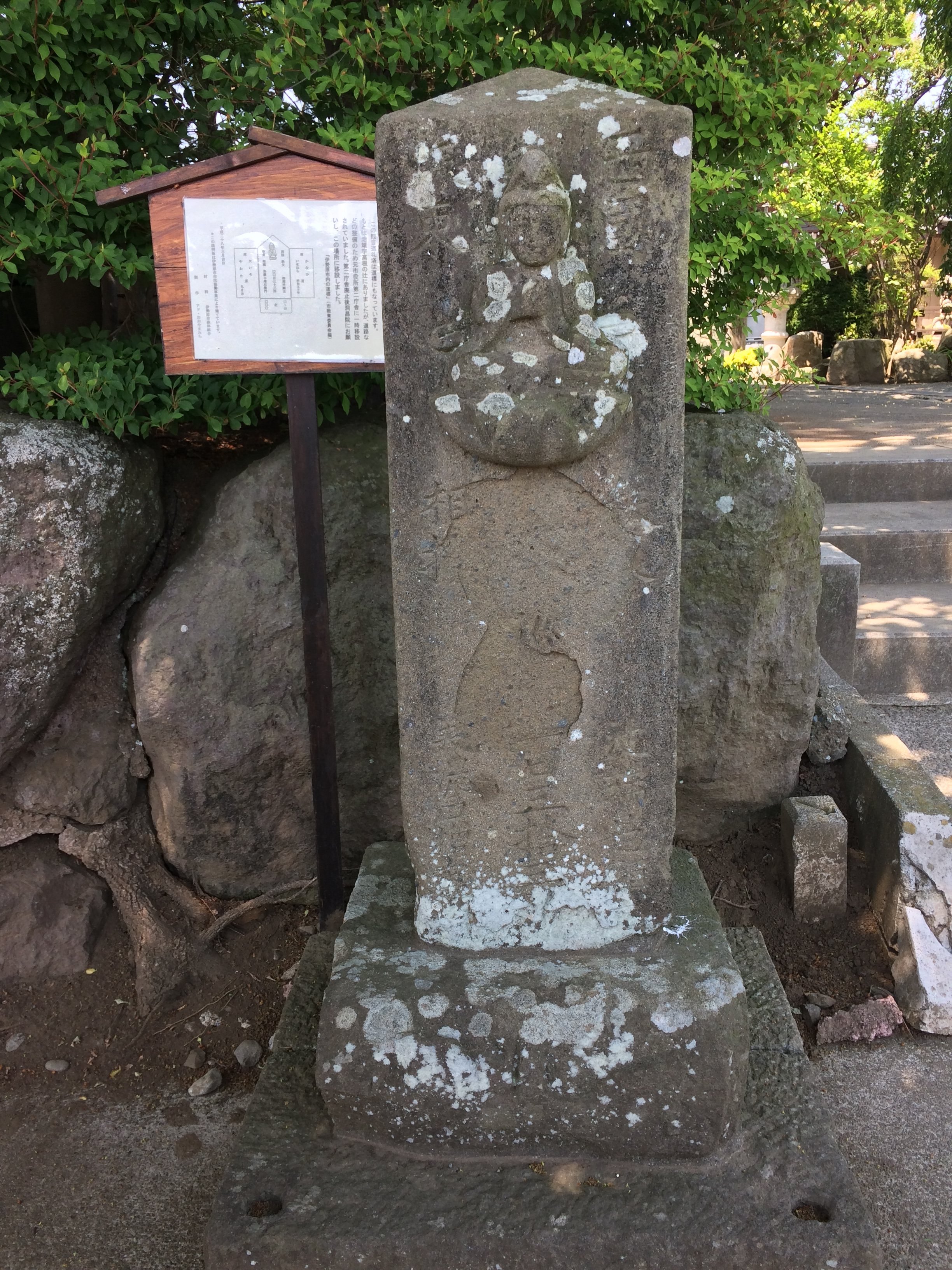
道標
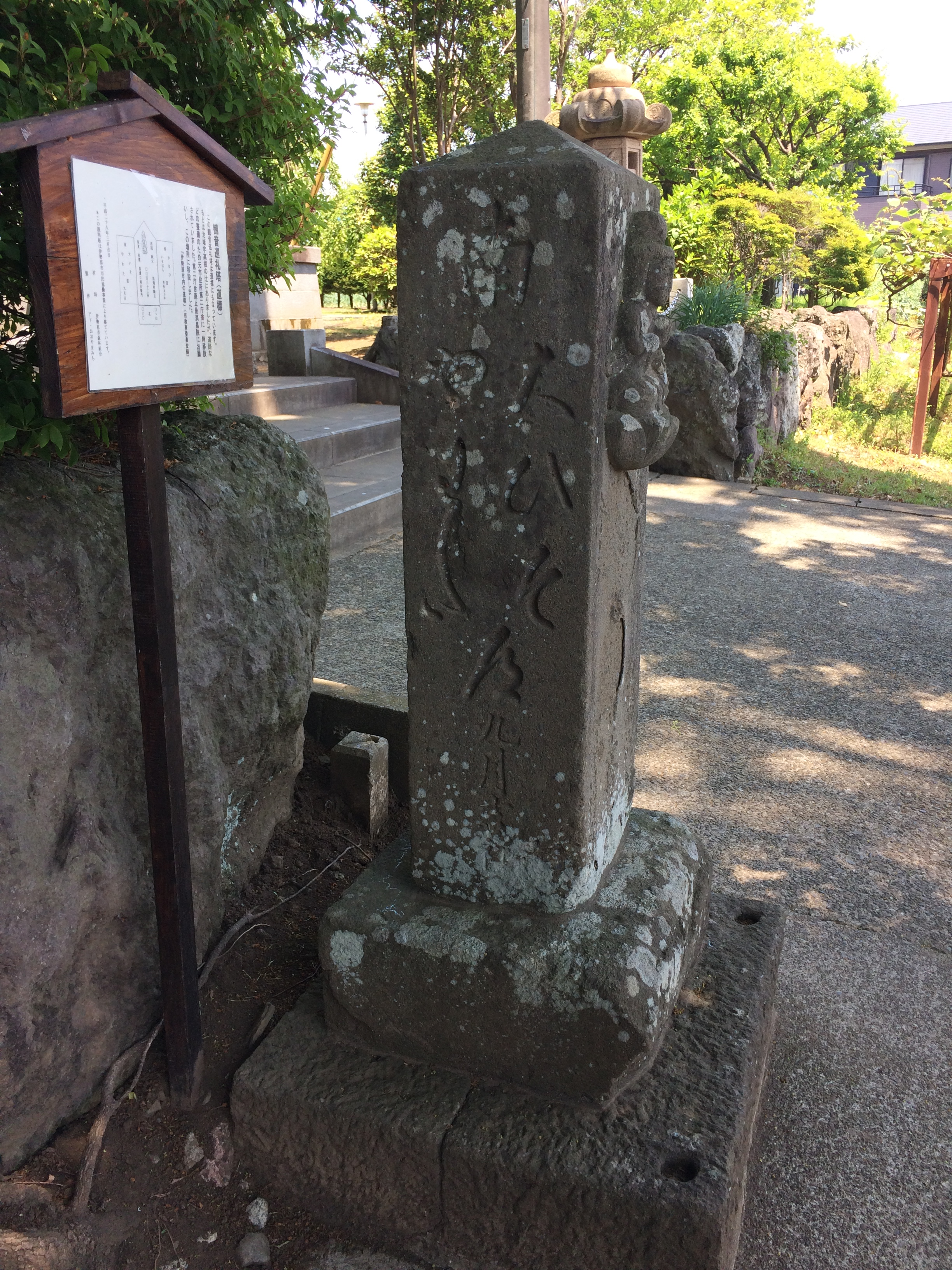
道標（左面）
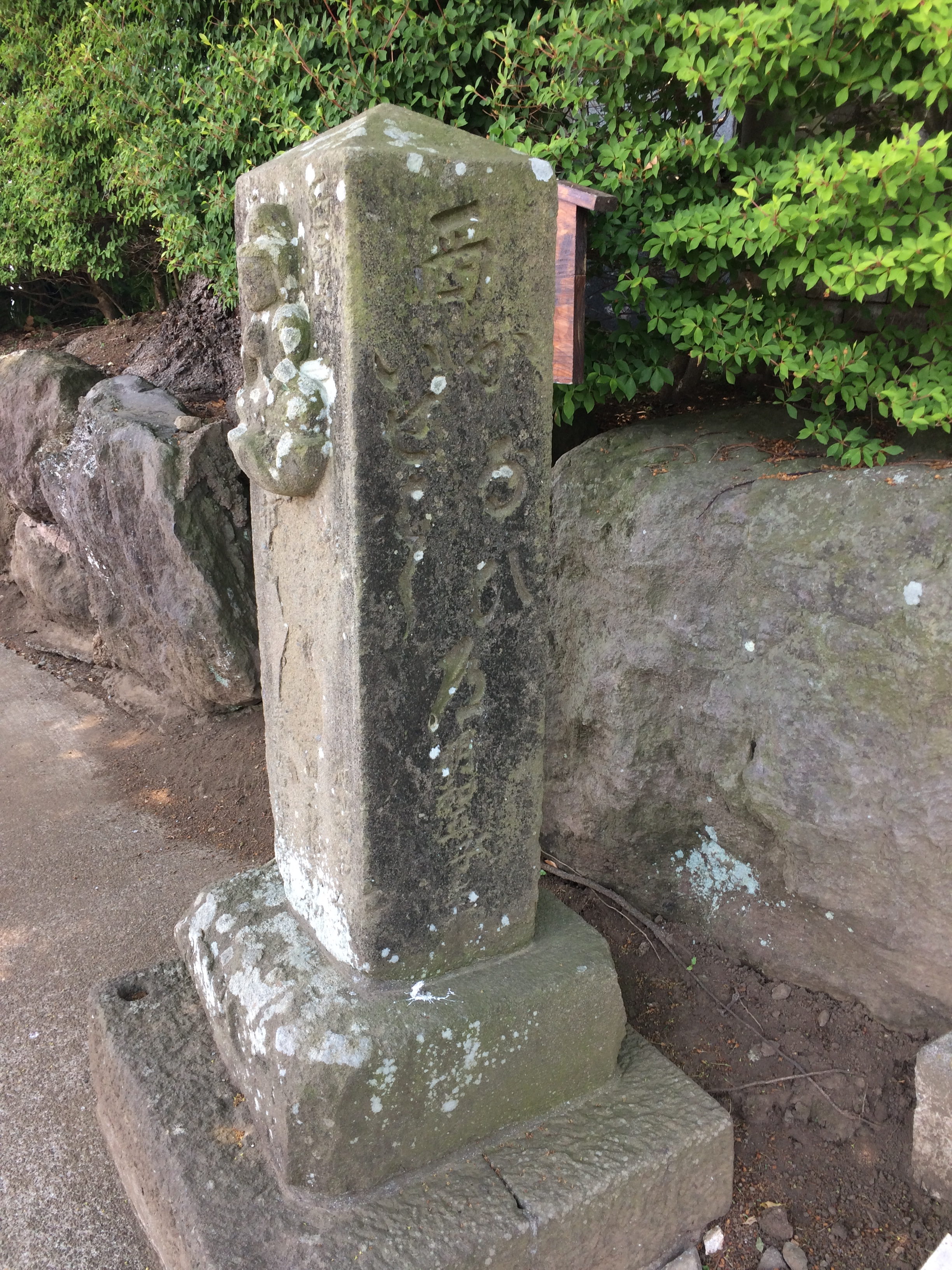
道標（右面）
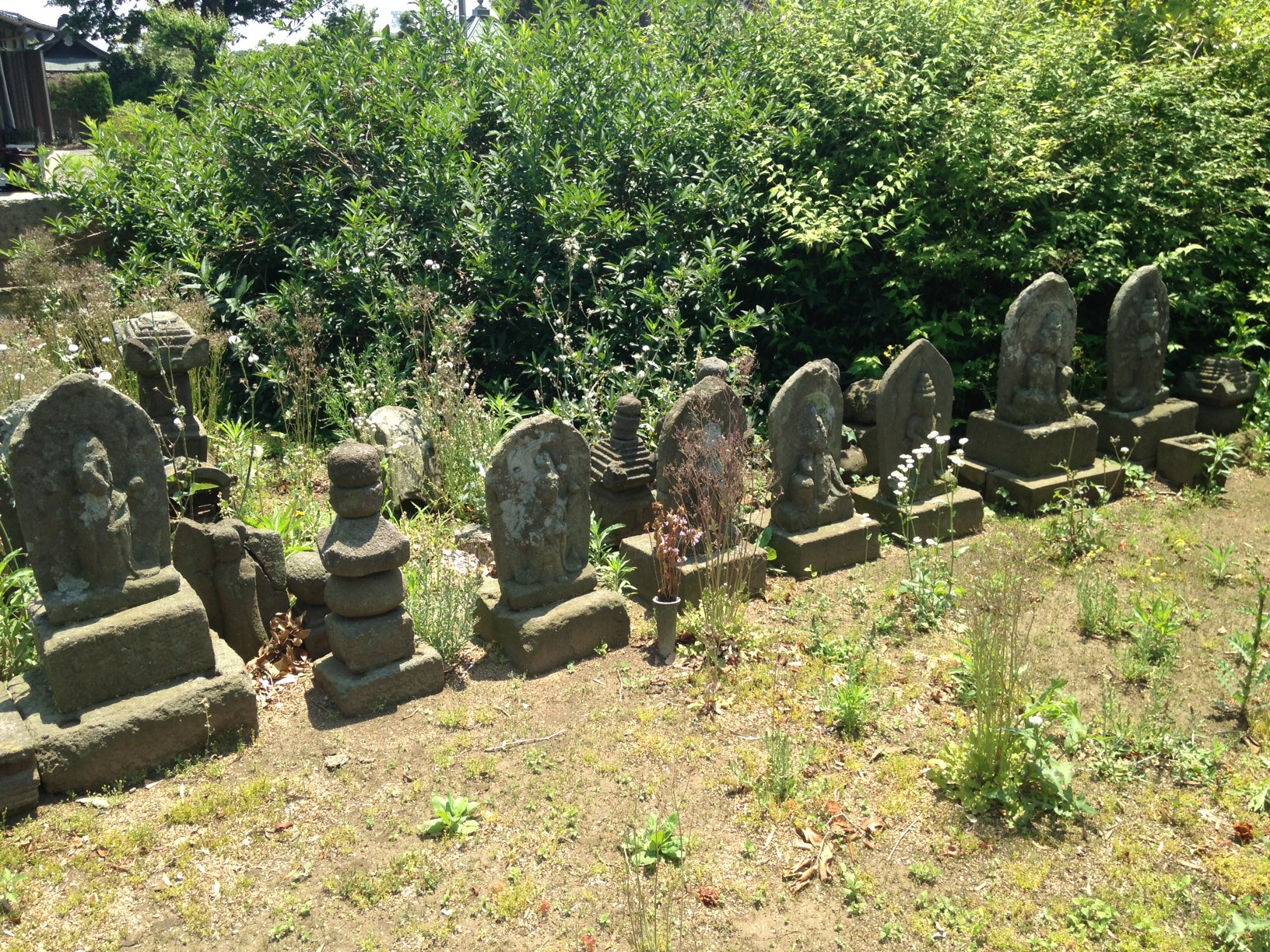
洞昌院（伊勢原市）の石塔群

## 交通アクセス
小田急小田原線「伊勢原駅」下車。神奈川中央交通「大山ケーブル行」にて「道灌塚前」下車徒歩5分。